# Distant Vision
Distant Vision foi um filme experimental de Francis Ford Coppola feito em 2015. O script foi feito em uma oficina na universidade OCCC (Oklahoma City Community College) e transmitido para um público selecionado em 5 de junho de 2015.
A história segue três gerações de uma família italiana. O elenco inclui Gianfranco Terrin, Luca della Valle, Luca Riemima, Carlo Carere, e Cristina Lizzul.